# Martina Ćorković
Martina Ćorković (* 4. Juli 1993 in Zagreb, Kroatien) ist eine kroatische Handballspielerin, die dem Kader der kroatischen Beachhandball-Nationalmannschaft angehört.

## Karriere

### Im Verein
Ćorković begann im Alter von 11 Jahren das Handballspielen beim ŽRK Ivanić. Im Jahr 2006 lief sie dort erstmals für die Damenmannschaft in der dritthöchsten kroatischen Spielklasse auf. 2008 wechselte die Rückraumspielerin zum kroatischen Zweitligisten ŽRK Dugo Selo '55. Im Jahr 2012 kehrte sie zum ŽRK Ivanić zurück, der zwischenzeitig in die höchste kroatische Spielklasse aufgestiegen war. Für Ivanić erzielte sie insgesamt 112 Treffer in 19 Ligaspielen. Ein Jahr später schloss sich Ćorković dem Ligakonkurrenten ŽRK Samobor an, für den sie 129 Tore in 24 Ligaspielen warf. Weiterhin nahm sie mit Samobor in der Saison 2013/14 am EHF-Pokal teil. Im Rahmen des Wettbewerbs erzielte sie 28 Tore in vier Europapokalspielen.
Ćorković stand in der Saison 2014/15 beim französischen Erstligisten HAC Handball unter Vertrag. Mit HAC stand sie im Halbfinale des französischen Pokals sowie im Halbfinale des EHF Challenge Cups. Anschließend ging sie ein Jahr für den türkischen Erstligisten Zağnos Hentbol Kulübü auf Torejagd. Ćorković kehrte im Jahr 2016 zum ŽRK Dugo Selo '55 zurück, der zwischenzeitig in die höchste kroatische Liga aufgestiegen war. Nachdem Ćorković in der Saison 2017/18 für den norwegischen Zweitligisten Gjøvik HK gespielt hatte, wechselte sie zum rumänischen Erstligisten U Cluj. In der Spielzeit 2019/20 lief Ćorković für den isländischen Erstligisten KA/Þór auf. Daraufhin wechselte sie zum deutschen Drittligisten Rostocker HC. 2023 verließ sie den Rostocker HC und schloss sich dem österreichischen Erstligisten SC Ferlach an.

### In Auswahlmannschaften
Ćorković lief sowohl beim Hallen- als auch beim Beachhandball für die kroatische Juniorinnennationalmannschaft auf. Bei der Juniorinnen-Beachhandball-EM 2011 gewann sie die Bronzemedaille. Mit der kroatischen Beachhandball-Nationalmannschaft der Frauen belegte sie bei den Europameisterschaften 2013, 2015 sowie 2017 jeweils den 9. Platz. Bei der EM 2019 zog sie mit der kroatischen Auswahl ins Halbfinale ein und belegte am Ende den vierten Rang. Ćorković erzielte 35 Punkte im Turnierverlauf. Weiterhin nahm sie an der Europameisterschaft 2023 teil.